# Vad är det för hemskt My Martens gjort egentligen?
Vad är det för hemskt My Martens gjort egentligen? (även benämnd Stalkad) är en svensk dokumentärserie som hade premiär på TV4 och TV4 Play den 5 maj 2025. Serien består av tre avsnitt.

## Handling
Serien handlar om bloggaren och TV-profilen My Martens i vilken hon ger sin bild av bland annat det näthat och den stalking som hon utsatts för under nio års tid.